# Димитър Голов
Димитър Пенков Голов е български просветен и духовен деятел. Учител, книгоиздател и книжар. Сподвижник на Петър Дънов. 

## Биография
Роден е през 1863 година в Котел, в заможно семейство. След като завършва местното училище, баща му го изпраща да продължи образованието си в Одрин, във френския католически колеж. След това Димитър Голов заминава за Рим, където следва католическо богословие в Римската духовна академия. След завършването си отива в Париж, където е ръкоположен за свещеник. Изпращат го като мисионер в северноафриканските колонии на Франция, но това поприще не му допада. Скоро се отказва от свещеническия сан. Заминава за Солун, тогава в Османската империя, където в началото на 80-те години на XIX става учител в българско училище. Там се сближава с учителите Трайко Китанчев и йеродякон Евгений Рилски, негови приятели до края на живота му.
През 90-те години на XIX век се установява в София, където се отдава на издателска и книжарска дейност. Издава учебници за всички видове училища, философска, юридическа, историческа, богословска и художествена литература. Един от първите издатели на окултна литература. От 1899 до 1905 година издава списание „Летописи“, чийто главен редактор е Константин Величков, а сред авторите са Иван Вазов, Михалаки Георгиев, Антон Страшимиров, Цанко Церковски, Марко Балабанов, Н. Доспевски и други.
Димитър Голов е описан от Васил Узунов в книгата му „Това бяхме“ така:
| „ | Той беше изящен в пълния смисъл на думата. Макар надминал 55 години, беше още млад и хубав. Елегантен и с маниери – у него всичко беше фино. Знаеше да говори и пише италиански, френски, руски, гръцки, турски и арабски. От всички тези езици той знаеше наизуст избрани поетически късове, които с часове декламираше. С дълбоки философски схващания, с богат език, с хубава дикция, духовит, находчив, надарен с тънък хумор, той беше много интересен. Гостолюбив като истински българин, той привличаше хората, както аромат – пчелите. Живееше с гости било в дома си, било в книжарницата. Всяка книга, която издаваше, предварително прочиташе, обсъждаше и одобряваше. Той не гледаше каприза на четеца, не плащаше данък на сензацията. Стига да харес една книга, беше в състояние да я пласира. | “ |